# Portoriko
Portoriko (špansko Puerto Rico) je otok ter ozemlje Združenih držav Amerike v vzhodnih Karibih s samoupravo. Sestavljajo ga otok Portoriko in nekaj manjših otokov. Dokončni pravni status Portorika še ni dorečen. 3. novembra 2020 so volivci na nezavezujočem referendumu podprli predlog, da bi Portoriko postal 51. zvezna država Združenih držav Amerike.

## Geografija
Portoriko je del Velikih Antilov in se nahaja vzhodno od Dominikanske republike ter zahodno od Malih Antilov. Sestavlja ga glavni otok, ki ga Portoričani pogosto imenujejo »Veliki otok« (špansko La Isla Grande) in številni manjši otoki, od katerih so naseljeni le Vieques, Isla de Culebra in Isla Mona. Razdeljen je na 78 občin.
Portoriko so domorodni Tainosi imenovali Borikén, preden ga je Krištof Kolumb poimenoval San Juan Bautista (po Janezu Krstniku). Današnje ime Portoriko (Puerto Rico) v španščini pomeni »bogato pristanišče«, San Juan pa je ime prestolnice.

## Politika
Portoriko ima lastno ustavo ter svojo zakonodajno, izvršilno in sodno vejo oblasti. Povezava z Združenimi državami je prek skupnega državljanstva, valute in obrambe.